# Томас Волсі
Кардинал Томас Волсі (також Вулсі, англ. Thomas Wolsey; близько 1470–1471 — 29 листопада 1530) — канцлер Англійського королівства в 1515—1529 роках; архієпископ Йоркський з 1514 року; кардинал з 1515 року. До 1529 року вважався наймогутнішою людиною в Англії після короля Генріха VIII, тримав у своїх руках всю зовнішню і значну частину внутрішньої політики.

## Біографія
Син м'ясника з Іпсвіча. Навчався в Оксфорді. У 1498 році прийняв священничий сан.
Завдяки зв'язкам у придворному середовищі потрапив до кола наближених Генріха VII, а в 1507 році став його духівником. Після вступу на престол Генріха VIII заохочував його пристрасть до розваг, зосередивши у своїх руках основні важелі державного управління. За два десятиліття свого перебування в фаворі кардинал Волсі нажив нечувані статки.
В області зовнішньої політики Волсі бачив Англію в ролі «арбітра», який наглядає за станом справ у континентальній Європі. Після вдалих бойових дій у Франції (1513) кардинал намагався примирити французького монарха з англійським, для чого влаштував їх зустріч на Полі золотої парчі в червні 1520 року.
У тому ж 1520 році він супроводжував свого короля на зустріч з імператором Карлом V, а три роки по тому направив загони англійських лицарів на допомогу імператору в його бойових діях проти Франції.
У 1528 році виступив проти імператора на боці французів. Подібна безпринципність привела зрештою до дипломатичної ізоляції Англії в континентальній Європі.
Волсі до такої міри захопився дипломатичними інтригами, що значною мірою передоручив проведення реформи англійської церкви своїм радникам. З метою фінансування бойових дій на континенті запровадив цілий ряд непопулярних податків (зокрема, Amicable Grant) і закрив 29 монастирів, а з надлишкових доходів побудував палац Гемптон-корт і заклав Крайст Черч в Оксфорді. Не додавали йому популярності та чутки про далеко не благочестиві подробиці його особистого життя: попри целібат, Волсі не приховував наявності незаконнонароджених сина і дочки.
Волюнтаризм худородного кардинала викликав крайнє невдоволення не тільки серед простих людей, а у й вищих колах знаті, які переконали короля, що Волсі знаходиться на утриманні французького уряду. Кардинал потрапив в опалу у зв'язку з відмовою Папи санкціонувати розірвання шлюбу короля з Катериною Арагонською, позбувся своїх титулів і був узятий під варту, проте помер до побачення з королем. Його непопулярність серед різних станів полегшила поширення в Англії протестантизму.

## В мистецтві
- Кардинал Волсі- центральний персонаж п'єси Вільяма Шекспіра «Генріх VIII».
- Біографія Волсі і його відносини з королем Генріхом VIII і Томасом Кромвелем лягли в основу роману «Вовчий зал» англійської письменниці Гіларі Ментел, а також заснованого на них мінісеріалу Бі-Бі-Сі «Вовчий зал».

- Орсон Веллс у фільмі «Людина на всі часи» (1966)
- Ентоні Куейл у фільмі «Тисяча днів Анни» (1969)
- Джон Баскомп у фільмі «Генріх VIII і його шість дружин» (1972)
- Джон Гілгуд у фільмі «Людина на всі часи» (ТБ, 1988)
- Девід Суше в мінісеріалі «Генріх VIII» (2003)
- Сем Нілл в телесеріалі «Тюдори» (2007—2010)
- Джонатан Прайс в мінісеріалі «Вовчий зал» (2015)
- Блаі Льопіс в телесеріалі «Карлос, король і імператор» (2015—2016)
- Марк Едель-Хант в телесеріалі «Біла принцеса» (2017)